# Порт-Огаста
Порт-Ога́ста (англ. Port Augusta) — город (англ. city) на юге Австралии, в штате Южная Австралия. Порт-Огаста представляет собой отдельную городскую территорию местного самоуправления. Население — 14 200 чел. (по оценке 2007 года).

## География
Город расположен на юге Австралийского континента, на берегу залива Спенсер, в самой северной его, конечной, точке.

## Климат
Климат в Порт-Огасте засушливый тропический, с жарким летом и прохладной зимой. Осадки выпадают редко, самый влажный месяц — февраль.
| Показатель                    | Янв. | Фев. | Март | Апр. | Май  | Июнь | Июль | Авг. | Сен. | Окт. | Нояб. | Дек. | Год   |
| ----------------------------- | ---- | ---- | ---- | ---- | ---- | ---- | ---- | ---- | ---- | ---- | ----- | ---- | ----- |
| Средний суточный максимум, °C | 37,8 | 36,6 | 33,7 | 28,5 | 23,2 | 19,9 | 19,6 | 22,1 | 26,5 | 30,3 | 33,7  | 36,3 | 29,0  |
| Средний суточный минимум, °C  | 23,0 | 22,3 | 19,2 | 14,4 | 9,8  | 6,5  | 5,9  | 7,4  | 11,4 | 15,1 | 18,5  | 21,2 | 14,6  |
| Норма осадков, мм             | 23,3 | 31,2 | 12,2 | 11,4 | 13,0 | 12,1 | 10,1 | 8,3  | 10,2 | 14,0 | 12,9  | 17,6 | 176,3 |
| Источник:                     |      |      |      |      |      |      |      |      |      |      |       |      |       |

## История

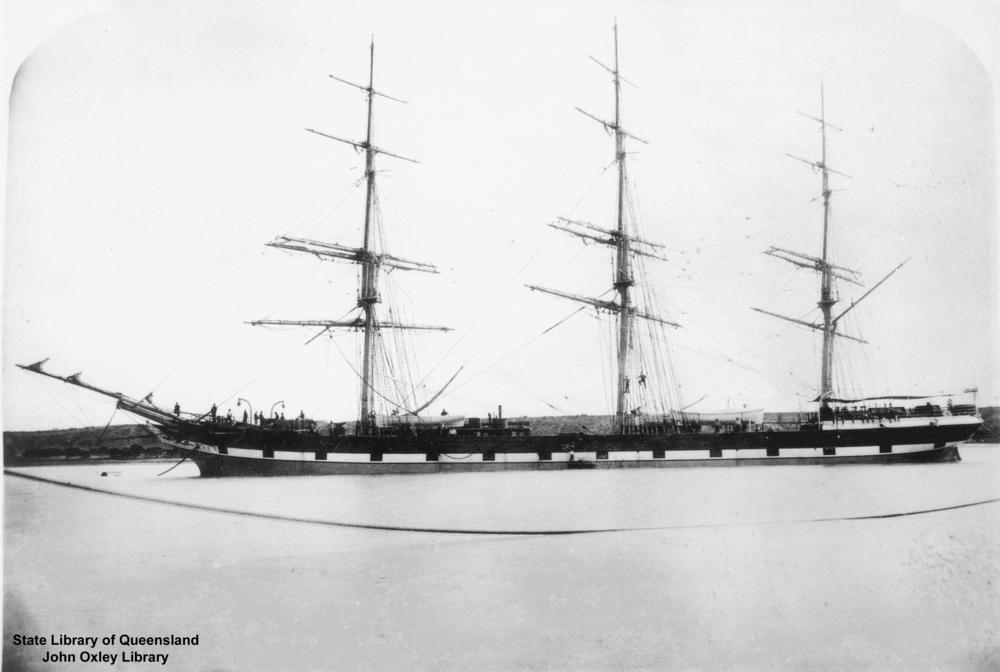
Корабль «Элдергроув» в городском порту (1885).

До прихода европейцев на этой территории проживали австралийские племена бангкарла и нугуна. Первым же европейцем, ступившим на эти земли, стал английский путешественник Мэтью Флиндерс, появившийся здесь в 1802 году. Неподалёку отсюда им был открыт горный хребет, впоследствии названный его именем.
В 1839 году с берегов залива, на котором ныне расположена Порт-Огаста, отправился в своё путешествие Эдвард Эйр, который, преодолев хребет Флиндерс, открыл большое солёное озеро (ныне озеро Эйр).
Датой основания города считается 24 мая 1852 года. Основатели города — Александр Элдер и Джон Грейнджер — назвали город в честь жены губернатора Южной Австралии сэра Генри Эдварда Фокса Янга — Августы Софии Янг.
Благодаря своему выгодному стратегическому положению — в «вершине» залива Спенсер — город быстро начал расти, превратившись в крупный торговый порт. В 1854 году через порт была вывезена первая партия шерсти; к началу 1860-х гг. Порт-Огаста уже обладала большим портом, собственным отделением полиции и пивоваренным заводом. Некоторый ущерб был причинён городу засухой в середине 1860-х годов, и в 1866 г. для использования в качестве транспортных средств в город были завезены верблюды из Индии. Через три года в городе появилась тюрьма, а ещё тремя годами спустя Порт-Огаста была соединена с г. Дарвином телеграфной линией, протянутой через весь континент. В 1877 году через порт в Аделаиду были вывезены первые 199 контейнеров с пшеницей, и в дальнейшем такие поставки стали регулярными. Пять лет спустя из Аделаиды в Порт-Огасту была проведена железнодорожная ветка.
На протяжении первой половины XX века Порт-Огаста оставалась в первую очередь портовым городом, через который вывозились на экспорт шерсть и пшеница. После Второй Мировой войны в городе начала развиваться новая отрасль промышленности — производство электроэнергии. Первая электростанция была введена в строй в 1954 году. К 1985 году было завершено строительство ТЭЦ, работающей на угле и обладающей мощностью свыше 500 МВт.
С 1958 года в городе работает авиашкола.

## Экономика

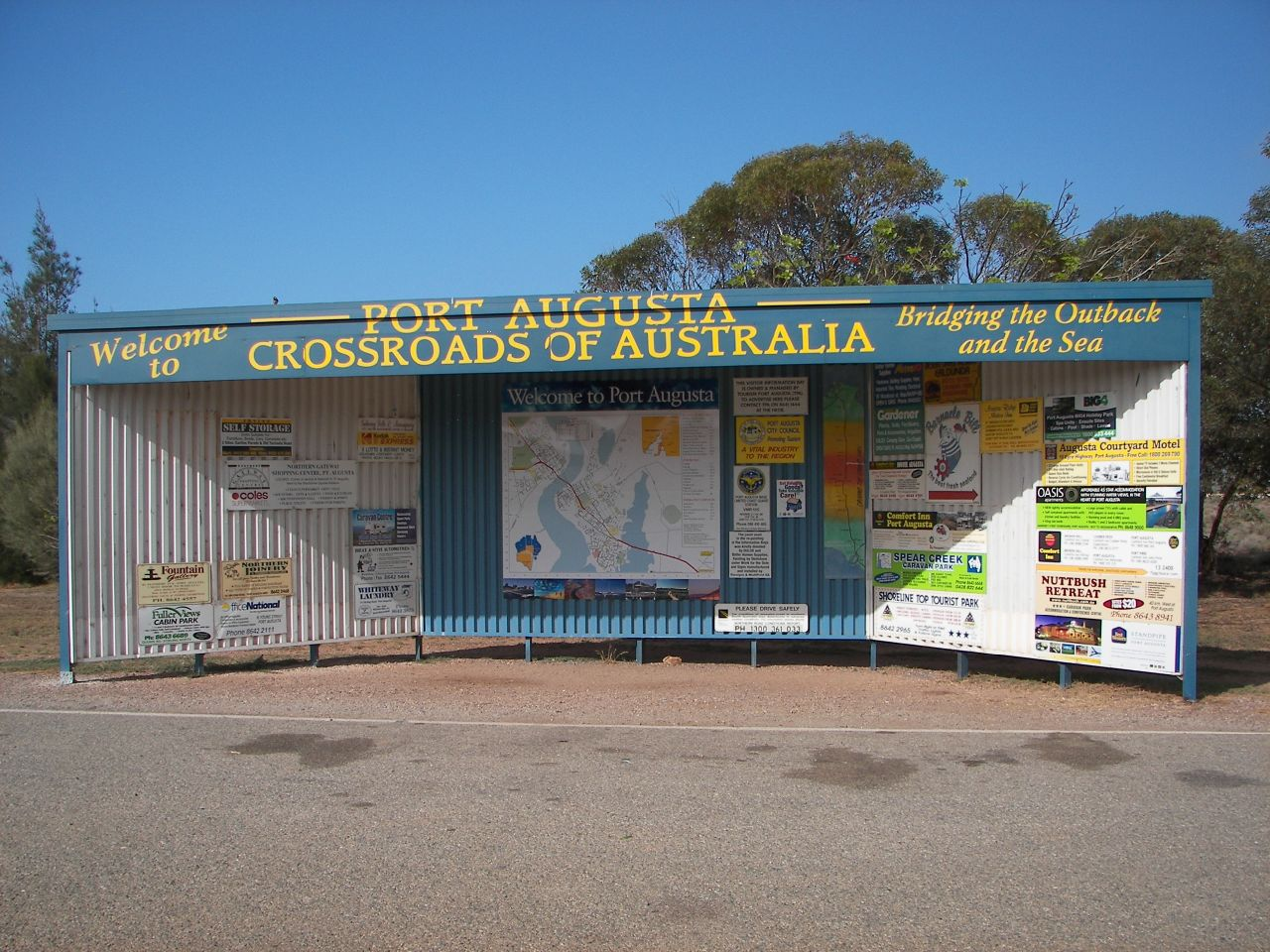
Приветствие на въезде в город.

### Электроэнергетика
В городе расположены две электростанции — Плэйфорд Б (240 МВт) и Северная (520 МВт). Углём электростанции снабжаются с месторождения Лей-Крик.

### Туризм
Порт-Огаста является местом, привлекательным для приверженцев экологического туризма благодаря близости хребта Флиндерс. До городка Кворн, расположенного непосредственно в местах, посещаемых туристами, протянута историческая железная дорога Пичи-Ричи.

### Посещение магазинов
Город, несмотря на свои малые размеры, является значительным торговым центром; на Коммершл-Роуд (англ. Commercial Road, Коммерческая улица) расположено большое количество банков, супермаркетов, развлекательных и торговых центров и так далее.

## Транспорт
Город является важным транспортным узлом. Железные и автомобильные дороги связывают его с западом, севером и востоком страны. Также в Порт-Огасте есть аэропорт, принимающий местные рейсы.